# Heliconius rubrizona
Heliconius rubrizona är en fjärilsart som beskrevs av James John Joicey och Talbot 1917. Heliconius rubrizona ingår i släktet Heliconius och familjen praktfjärilar. Inga underarter finns listade i Catalogue of Life.